# Mu Eridani
Mu Eridani (57 Eridanus) é uma estrela na direção da constelação de Eridanus. Possui uma ascensão reta de 04h 45m 30.14s e uma declinação de −03° 15′ 16.6″. Sua magnitude aparente é igual a 4.01. Considerando sua distância de 532 anos-luz em relação à Terra, sua magnitude absoluta é igual a −2.05. Pertence à classe espectral B5IV.